# Văn hóa cà phê

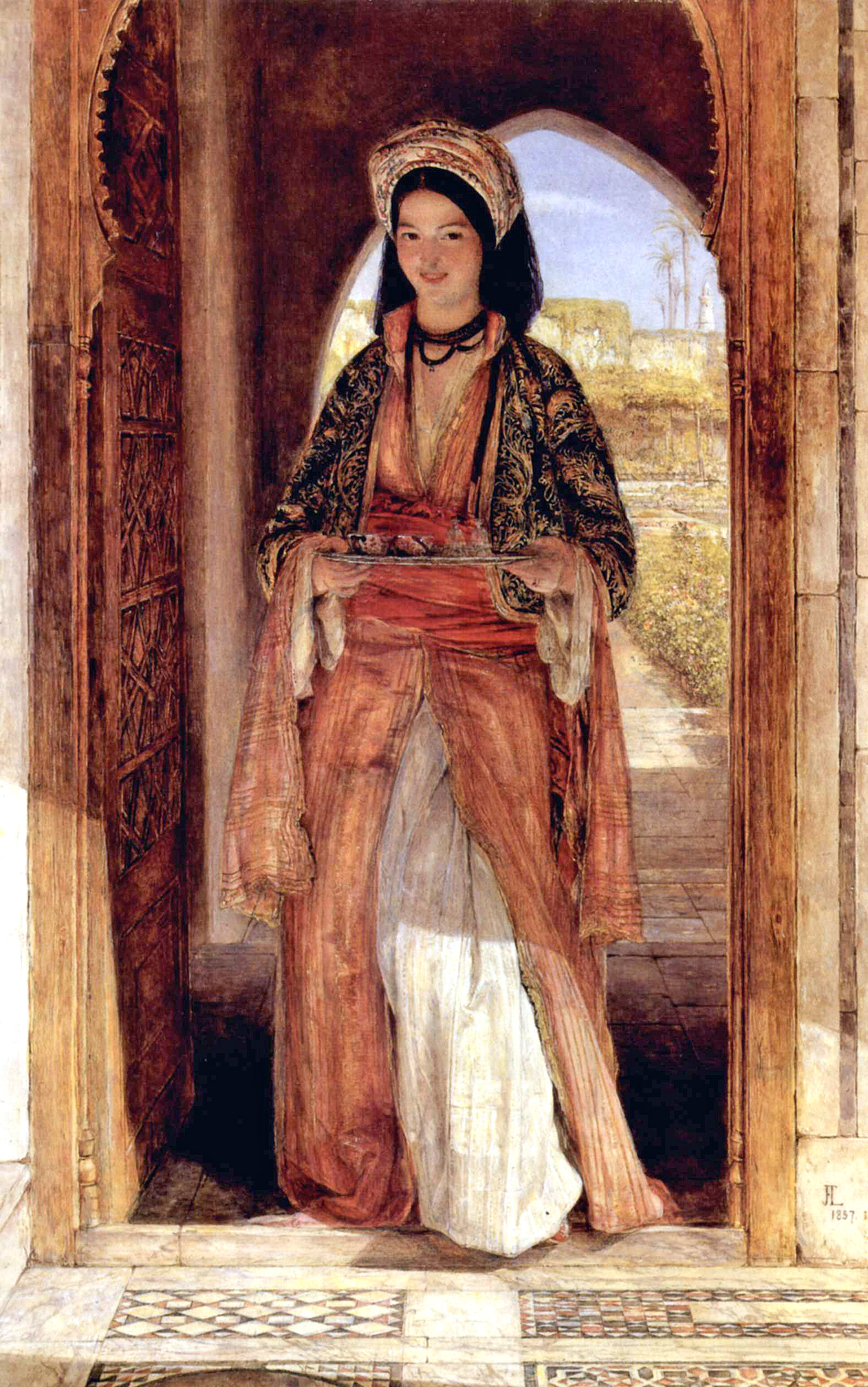
Tranh vẽ người bưng cà phê ở một góc phố của Đế quốc Ottoman tại Cairo, Ai Cập năm 1857.

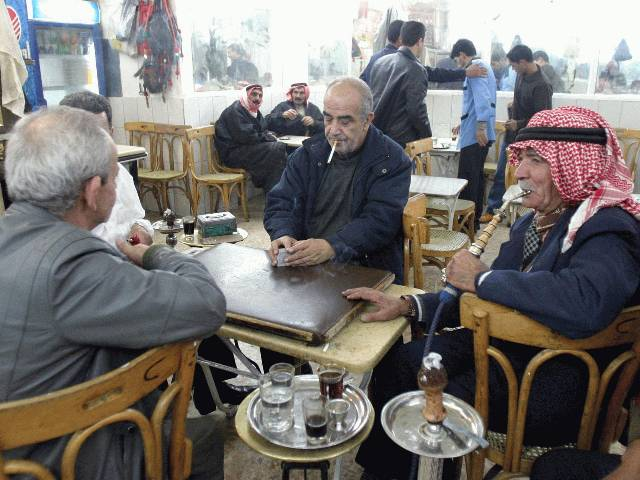
Một quán cà phê ở thành phố Damascus, Syria.

Văn hóa cà phê là tổng hợp các truyền thống và hành vi xã hội xung quanh việc tiêu thụ cà phê, đặc biệt như một dạng bôi trơn xã hội. Thuật ngữ này còn chỉ đến sự khuếch tán văn hóa và ứng dụng cà phê như một chất kích thích được sử dụng rộng rãi. Vào cuối thế kỷ 20, cà phê espresso dần trở thành loại đồ uống chiếm ưu thế đóng góp vào nền văn hóa cà phê, nhất là tại các nước phương Tây và những vùng nội thành khác trên phạm vi toàn cầu.